# Anna Olasz
Anna Olasz (* 19. September 1993 in Szeged) ist eine ungarische Freistilschwimmerin, spezialisiert auf die Freiwasserdisziplinien. Nach dem Vizeeuropameister-Titel 2014 über 25 km wurde sie 2015 auch Vizeweltmeisterin über die gleiche Strecke.

## Erfolge
Bei den Schwimmweltmeisterschaften 2013 in Barcelona belegte sie über 10 km den 5. (1:58:22,4 h) und über 5 km den 12. Platz.
Bei den Schwimmeuropameisterschaften 2014 schwamm sie über 25 km auf der Regattastrecke Berlin-Grünau 5:19:21,0 Stunden und wurde nur von der Italienerin Martina Grimaldi (5:19:14,1) besiegt, Exweltmeisterin Angela Maurer (5:19:21,4) verwies sie auf den dritten Platz.
Bei den Schwimmweltmeisterschaften 2015 auf der Kasanka im russischen Kasan wurde sie wieder Zweite über 25 km in 5:14:13,4 h. Schnellste war diesmal die Brasilianerin Ana Marcela Cunha (5:13:47,3) und Angela Maurer musste sich erneut mit Bronze (5:15:07,6) zufriedengeben.
Bei Ungarischen Meisterschaften holte Olasz mehrere Titel.